# Fantosmia
La fantosmia, también llamada alucinación olfativa u olor fantasma, es oler algo que en realidad no existe. Esto es intrínsecamente sospechoso ya que la evaluación y detección formal de niveles relativamente bajos de partículas de olor es en sí misma una tarea muy complicada en la epistemología del aire. Puede ocurrir en una fosa nasal o en ambas. La fantosmia desagradable, cacosmia, es más común y a menudo se describe como oler algo quemado, asqueroso, estropeado o podrido. Experimentar olores fantasmas ocasionales es normal y generalmente desaparece por sí solo con el tiempo. Cuando las alucinaciones de este tipo no desaparecen o siguen reapareciendo, pueden ser muy perturbadoras y alterar la calidad de vida de una persona.
Las alucinaciones olfativas pueden ser causadas por afecciones médicas comunes como infecciones nasales, pólipos nasales o problemas dentales. Puede ser el resultado de afecciones neurológicas como migrañas, lesiones en la cabeza, accidentes cerebrovasculares, enfermedad de Parkinson, convulsiones o tumores cerebrales. También puede ser síntoma de ciertos trastornos mentales como depresión, trastorno bipolar, intoxicación o síndrome de abstinencia de drogas y alcohol, o trastornos psicóticos, A veces, la exposición ambiental también es la causa, como fumar, la exposición a ciertos tipos de sustancias químicas (p. ej., insecticidas o solventes) o el tratamiento con radiación para el cáncer de cabeza o cuello.
Un médico puede determinar si el problema está relacionado con el sentido del olfato o del gusto, o si es causado por un trastorno neurológico o psiquiátrico. La fantosmia generalmente desaparece por sí sola, aunque a veces esto puede ser gradual y ocurrir a lo largo de varios años. Cuando es causada por una enfermedad (p. ej., sinusitis), debería desaparecer cuando la enfermedad se resuelva. Si el problema persiste o causa un malestar significativo, un médico puede recomendar gotas salinas nasales, medicamentos antidepresivos o anticonvulsivos, anestesia en partes de la nariz o, en circunstancias muy raras, procedimientos quirúrgicos para extirpar los nervios o bulbos olfatorios. 

## Síntomas
Se ha descubierto que otros trastornos olfativos, como la hiposmia y la anosmia, son un síntoma de trastornos del estado de ánimo (depresión). Sin embargo, no se sabe qué trastornos olfativos ocurren y si efectivamente son síntoma de un trastorno depresivo. Se ha propuesto que la fantosmia puede ser un signo temprano de la enfermedad neurodegenerativa de la enfermedad de Parkinson. También puede ser un signo de hemorragia intracraneal  (tumores cerebrales o epilepsia). Otros estudios también han encontrado que los síntomas de la fantosmia se alivian después de que el paciente ha sido tratado por depresión. Otro caso de un hombre de 70 años informó que sus primeros síntomas anormales fueron deposiciones irregulares. Después de esto, el paciente desarrolló movimientos oculares irregulares y desarrolló un trastorno del sueño y del comportamiento. Posteriormente desarrolló fantosmia, en la que lo que olía se describía como "apestoso y desagradable". El paciente no presentó ninguno de los siguientes síntomas: pérdida de conciencia, confusión, automatismos, ataques convulsivos, alucinaciones auditivas/visuales.

### Coexistencia con otros trastornos
Se ha descubierto que la fantosmia coexiste en pacientes con otros trastornos como esquizofrenia, epilepsia, psicosis alcohólica y depresión, también se ha descubierto que muchos pacientes pueden comenzar a experimentar depresión después de la aparición de la fantosmia y han pensado en suicidarse. La aparición de depresión fue el resultado de los síntomas graves de la fantosmia, ya que para estos pacientes todo, incluso la comida, olía a podrido, podrido y quemado. A la edad de 80 años, el 80% de las personas desarrollan un trastorno olfativo. Además el 50% de estos individuos también padecen anosmia,

#### Migrañas
En 2011, Coleman, Grosberg y Robbins realizaron un estudio de caso sobre pacientes con alucinaciones olfativas y otros trastornos de cefalea primaria. En su estudio de 30 meses de duración, las tasas de prevalencia de fantosmia resultaron ser tan bajas como el 0,66%.
En sus hallazgos, se observó que un período de alucinación típico era de 5 a 60 minutos, ocurría antes o con la aparición del dolor de cabeza y, por lo general, consistía en un olor desagradable. También se observó que la fantosmia ocurre con mayor frecuencia entre mujeres que padecen migraña. En su estudio, la terapia profiláctica para los dolores de cabeza ayudó a curar la fantosmia en la mayoría de los pacientes.
Este hallazgo concuerda con los hallazgos de Schreiber y Calvert en 1986, que también mencionaron las alucinaciones olfativas antes de la aparición de un ataque de migraña en cuatro de sus sujetos.

## Causas
La causa de la fantosmia puede ser periférica o central, o una combinación de ambas. La explicación periférica de este trastorno es que las neuronas funcionan mal y transmiten señales incorrectas al cerebro o puede deberse al mal funcionamiento de las neuronas olfativas. La explicación central es que las células del cerebro activas o que funcionan incorrectamente causan la percepción del olor molesto. Otra causa central es que la percepción del olor fantasma suele seguir a la aparición de las convulsiones, La duración de los síntomas suele durar unos segundos.
Otros estudios en pacientes con fantosmia han encontrado que la percepción del olor se inicia con el estornudo, evitando así cualquier actividad nasal. También se ha descubierto que la percepción del olor es peor en las fosas nasales, que tienen una capacidad olfativa más débil. También se ha observado que aproximadamente una cuarta parte de los pacientes con fantosmia en una fosa nasal generalmente también la desarrollarán en la otra fosa nasal en un período de unos pocos meses o años.
Varios pacientes que han recibido tratamiento quirúrgico han manifestado que tienen la sensación o intuición de que el olor fantasma está a punto de ocurrir, sin embargo no es así. Esta sensación ha sido corroborada por la tomografía por emisión de positrones, y se ha comprobado que estos pacientes presentan un alto nivel de actividad en sus regiones frontal, insular y temporal contralateral. La importancia de la actividad en estas regiones no es definitiva ya que no se ha estudiado un número significativo de pacientes para concluir alguna relación de esta actividad con los síntomas. Sin embargo, la intensidad de la actividad en estas regiones se redujo extirpando el epitelio olfativo de la cavidad nasal asociada.
Existen algunas causas de fantosmia, pero una de las más comunes y mejor documentadas involucra lesiones cerebrales o convulsiones en el lóbulo temporal, Durante una convulsión del lóbulo temporal el paciente rara vez se desmaya, pero generalmente se desmaya y no puede recordar nada de lo que sucedió durante la convulsión. Sin embargo, varias personas que han tenido estas convulsiones recuerdan haber tenido fantosmia justo antes de desmayarse. La epilepsia es una enfermedad caracterizada por convulsiones. En el caso de la fantosmia, si el olfato y algo más se vinculan tan fuertemente, la acción de "algo más" que ocurre puede inducir la activación del bulbo olfatorio incluso aunque no haya ningún estímulo para el bulbo presente. Este es un ejemplo de plasticidad que salió mal. Las personas con lesiones en el lóbulo temporal, a menudo provocadas por un derrame cerebral pero también por un traumatismo en la cabeza, también experimentan estas alucinaciones olfativas.
Otras causas principales de fantosmia incluyen trastornos neurológicos como la esquizofrenia y la enfermedad de Alzheimer. Ambos trastornos tienen casos bien documentados de alucinaciones, más comúnmente visuales y auditivas. Sin embargo, ambos también tienen casos de fantosmia, aunque no con tanta frecuencia. En ambos casos, las incidencias  de los delirios olfativos son más comunes, especialmente en la enfermedad de Alzheimer, donde es extremadamente difícil convencer al paciente de que en realidad se trata de alucinaciones y no de verdad. Específicamente en la enfermedad de Alzheimer, se sabe que ocurre atrofia en el lóbulo temporal. Como se evidencia en traumatismos y convulsiones, la fantosmia está fuertemente asociada con esta área; lo que lleva a su aparición en algunos pacientes con Alzheimer. Los pacientes con enfermedad de Parkinson también pueden experimentar fantosmia, así como parosmia, sin embargo su apariencia es menos común que los temblores musculares que experimentan los pacientes.

### Neuroblastoma
El neuroblastoma es una forma rara de cáncer maligno que puede comenzar en el nervio olfatorio, responsable de la sensación del olfato. Este cáncer puede volverse agresivo y progresar hacia los senos etmoidales, la cavidad cerebral que rodea la placa cribiforme, El tumor se puede evaluar realizando una biopsia quirúrgica y las posibles opciones de tratamiento incluyen la extirpación quirúrgica del tumor, radioterapia y quimioterapia, que pueden causar daño al sistema olfativo y, a su vez, posiblemente provocar fantosmia.

### Desarrollo
Las quejas de fantosmia que implican la percepción de olores desagradables incluyen más comúnmente "quemado", "asqueroso", "podrido", "aguas residuales", "metálico" o "químico". A veces, el olor se describe como humo de escape. Estos olores pueden ser provocados por olores fuertes, cambios en el flujo de aire nasal o incluso sonidos fuertes. A veces ocurren de forma espontánea. Los pacientes que se quejan de fantosmia pueden admitir una mala calidad de vida y que cada comida también desprende un olor desagradable. La primera aparición del trastorno, generalmente espontánea, puede durar sólo unos minutos. Las recurrencias pueden aumentar gradualmente desde mensual, luego semanal y luego diaria durante un período de seis meses a un año. La duración del olor percibido también puede aumentar durante el mismo tiempo, y a menudo dura casi un día después de un año. Algunos pacientes también afirman que el olor que huelen es diferente a cualquier olor conocido.

## Diagnóstico
La tarea más desafiante para el examinador es determinar y obtener los síntomas correctos y asociarlos con uno de los trastornos olfativos, ya que hay varios y están relacionados entre sí.
El primer paso que suele dar el examinador es investigar si el problema está relacionado con el olfato o el gusto. Ya que puede ser que el paciente libere ciertos olores corporales que estén provocando que tenga esta percepción.
Si el examinador puede confirmar que el problema está relacionado con el olfato, el siguiente paso es determinar qué trastorno olfativo tiene el paciente. La siguiente es una lista de posibles trastornos olfativos:
- Anosmia
- Hiposmia
- Hiperosmia
- Disosmia
  - Parosmia o troposmia
  - Fantosmia

El segundo paso es difícil tanto para el examinador como para el paciente, ya que el paciente tiene algunas dificultades para describir su percepción del olor fantasma. Además, el paciente se encuentra en una situación de estrés y ansiedad, por lo que es fundamental que el examinador tenga paciencia.
Después de determinar la naturaleza del trastorno y confirmar la fantosmia, el examinador debe pedirle al paciente que describa su percepción del olor fantasma. En muchos casos, los pacientes han descrito el olor como el de algo quemado y podrido y lo han descrito como desagradable y fétido.
El tercer paso del examinador es determinar el historial de salud del paciente para tomar nota de traumatismos craneoencefálicos, accidentes, infecciones de las vías respiratorias superiores, rinitis alérgica o rinitis crónica. Aunque estos pueden ser eventos que han resultado en el olor fantasma, los estudios realizados por Zilstrof han encontrado que la mayoría de los pacientes con fantosmia no tienen antecedentes de traumatismo craneoencefálico ni infecciones de las vías respiratorias superiores.

## Tratamiento
Debido a la rareza del trastorno, no existe un tratamiento bien definido. A veces, a los pacientes simplemente se les dice que vivan con el trastorno o los pacientes terminan aplicando "métodos estereotipados" que podrían ayudar a reducir la gravedad del olor. Esto podría incluir llanto forzado, agacharse sosteniendo las rodillas mientras se contiene la respiración, enjuagarse la nariz con agua salina y náuseas. Todos estos comportamientos al final no logran resolver la alucinación. Se han sugerido varios tratamientos como laprofilaxis, pero se necesita más investigación para confirmarlo. Además, debido a que es un trastorno poco comprendido y que tiene analogías con algunas afecciones psiquiátricas, a algunos pacientes se les dice que tienen una enfermedad mental.
Uno de los tratamientos quirúrgicos propuestos ha incluido la ablación del bulbo olfatorio mediante un abordaje de craneotomía bifrontal, Pero un contraargumento de Leopold, Loehrl y Schwob (2002) ha afirmado que este proceso de ablación da como resultado una anosmia permanente bilateral e incluye riesgos asociados con una craneotomía. Según ellos, el uso de la exposición endoscópica transnasal del epitelio olfativo es un tratamiento seguro y eficaz para pacientes con fantosmia persistente y potencialmente preserva la función olfatoria. También se advierte que la cirugía es desafiante y está asociada con riesgos importantes, y que debe restringirse a centros especializados.
Por otro lado, muchos casos también han informado que la intensidad de sus síntomas ha disminuido con el tiempo. (Duncan y Seidan, 1995) Un caso de fantosmia a largo plazo ha sido tratado con el uso de un medicamento antidepresivo con el nombre común de venlafaxina (Effexor). La relación entre los trastornos del estado de ánimo y la fantosmia es desconocida y es un área ampliamente investigada. En muchos casos, los síntomas de la fantosmia se han reducido mediante el uso de anticonvulsivos y antidepresivos que actúan sobre las neuronas centrales y periféricas.
El método de tratamiento más utilizado es la extirpación del epitelio o bulbo olfatorio mediante cirugía para aliviar al paciente de los síntomas. Otros métodos tradicionales incluyen el uso de anestésicos tópicos (Zilstorff-Pederson, 1995) y el uso de sedantes.

### Aerosol nasal
Muchos pacientes que buscaban una forma rápida de alivio lo consiguieron enjuagándose la nariz con una solución salina. Esta opción de tratamiento está fácilmente disponible y se puede repetir varias veces a lo largo del día para obtener alivio. Un ejemplo de aerosol nasal que se puede utilizar para aliviar los síntomas es el clorhidrato de oximetazolina, que parece proporcionar alivio durante un período de tiempo más prolongado. El alivio que se logra con el uso de aerosoles nasales parece deberse a que provocan la obstrucción de la fosa nasal que no permite que entre aire en la hendidura olfativa.

### Soluciones tópicas
Otra opción de tratamiento es la solución tópica de clorhidrato de cocaína, que también proporciona alivio durante un corto período de tiempo al actuar como anestésico y desensibiliza las neuronas nasales. La solución tópica se aplica en la fosa nasal. Esta solución tópica puede tener varios efectos secundarios ya que se ha descubierto que algunos pacientes con troposmia comenzaron a mostrar síntomas de fantosmia después de su uso. Otros pacientes han perdido la función completa de la fosa nasal donde se aplicó el fármaco.

### Venlafaxina

Estructura de la venlafaxina

La venlafaxina es un inhibidor de la recaptación de serotonina y norepinefrina (IRSN). En el estudio de caso de una mujer de 52 años con fantosmia durante 27 años, una dosis de 75 mg al día alivió y eliminó sus síntomas. El medicamento le fue recetado inicialmente para tratar su depresión.

## Ocurrencia
La fantosmia es más probable que ocurra en mujeres de entre 15 y 30 años. Es probable que la duración de las primeras alucinaciones sea de cinco a veinte minutos. También se ha descubierto que es probable que la segunda alucinación ocurra aproximadamente un mes después de la misma manera que la primera. Con el tiempo, la duración de las alucinaciones puede comenzar a aumentar.

## En el embarazo
Un estudio longitudinal sobre mujeres embarazadas encontró que el 76% de ellas experimentaron cambios significativos en el gusto y la percepción del olfato. Se descubrió que esto era causado y relacionado con su embarazo. El estudio concluyó que el 67% de las gestantes había reportado un mayor nivel de sensibilidad al olfato, el 17% tenía una distorsión olfatoria y el 14% tenía fantosmia; estas distorsiones fueron mínimas hacia las últimas etapas del embarazo y en la mayoría no estaban presentes después del parto. Además, el 26% de estos participantes también afirmó que también experimentaban una mayor sensibilidad a los alimentos amargos y una menor sensibilidad a la sal. Estos hallazgos sugieren que las mujeres embarazadas experimentan una percepción distorsionada del olfato y el gusto durante el embarazo. También se ha descubierto que el 75% de las mujeres modifican su dieta durante el embarazo. Se están realizando más investigaciones para determinar el mecanismo detrás de los antojos de comida durante el embarazo.

## Estudios de caso

### Tratamiento quirúrgico con preservación de la capacidad olfativa.
A una mujer de 26 años le diagnosticaron mononucleosis cuando tenía 18 años. Después de este diagnóstico comenzó a experimentar dolores de cabeza en el lado derecho de la cabeza y fantosmia en la fosa nasal izquierda, que a menudo ocurrían juntos. La alucinación olfativa reportada por la mujer fue una desagradable mezcla de vinagre, materia fecal y huevos podridos. Esto sucedería todos los días a partir de la mañana y los síntomas empeorarían durante los días previos a su período menstrual. Si los síntomas no aparecieran por la mañana, serían desencadenados por fuertes estímulos olfativos o ruidos fuertes. En ocasiones podía evitar los síntomas de la fantosmia obligándose a estornudar.
La mujer consultó a muchos médicos pero no pudo recibir un diagnóstico fiable. Le recetaron medicamentos, incluidos aerosoles nasales con esteroides y otras drogas, pero no la aliviaron de sus dolores de cabeza ni de sus síntomas de fantosmia. Mediante una evaluación quimiosensorial, se descubrió que sus sentidos del olfato y el gusto funcionaban con normalidad. Debido a algunas fantosmias que se cree que son causadas por un bloqueo que hace que las moléculas de olor no lleguen a los receptores olfativos, los médicos ampliaron quirúrgicamente la hendidura olfativa. Desafortunadamente, los síntomas de fantosmia persistieron. Otros tratamientos fallidos incluyeron una alteración a largo plazo de las proyecciones axonales de las neuronas sensoriales olfatorias primarias hacia el bulbo olfatorio, Esto se logró mediante irrigación intranasal con sulfato de zinc.
La paciente fue tratada con éxito con un procedimiento quirúrgico que implicó una alteración permanente del epitelio olfativo. Esto se logró con la escisión quirúrgica de un "tapón" de epitelio olfativo del área de la lámina cribosa. Esta escisión tenía como objetivo cortar toda la fila olfactoria que ingresaba al sistema nervioso central desde su fosa nasal izquierda. Cinco semanas después de la cirugía, la mujer informó una ausencia total de sus síntomas de fantosmia y su capacidad olfativa se mantuvo (Hornung et al. 1991).

### Tratamiento farmacológico
En el caso de una mujer de 52 años, la fantosmia que se manifestó como episodios fluctuantes se produjo durante un período de 27 años y no hubo ninguna razón discernible para la aparición de los síntomas. Podría atenuar los síntomas enjuagándose la nariz con una solución salina y durmiendo. Los olores que encontraba a menudo eran muy desagradables, parecidos a un olor a fruta quemada y podrida. Cuando su médico de cabecera le recetó el antidepresivo venlafaxina, notó que el medicamento provocaba la eliminación completa de sus síntomas de fantosmia. Este descubrimiento ha llevado a científicos y médicos a investigar si existe un vínculo entre la fantosmia y los trastornos depresivos leves, y esta idea está respaldada por la mejora informada de la fantosmia después de la estimulación transcraneal repetida utilizada para tratar la depresión.

### Comorbilidad con la enfermedad de Parkinson
En el caso de una mujer de 57 años, se notificaron fuertes sensaciones olfativas, que iban desde olores de perfume hasta olores ligeramente desagradables a "perro mojado". Los episodios experimentados durarían entre segundos y horas y ocurrirían varias veces al día. La paciente mostraba síntomas de fantosmia, pero identificaba correctamente los olores conocidos y afirmaba no tener síntomas de pérdida del olfato. No tenía antecedentes de epilepsia y sus resultados electroencefalográficos fueron normales. Más tarde, mientras los síntomas de la fantosmia disminuían, desarrolló síntomas graves de la enfermedad de Parkinson. Mientras la paciente fue tratada por sus temblores con pramipexol, clorhidrato de amantadina, levodopa, carbidopa y entacapona, los síntomas de la fantosmia desaparecieron por completo.
En el caso de una mujer de 52 años, los primeros síntomas de fantosmia notados le aparecieron como un aumento del sentido del olfato. Creía tener la capacidad de detectar olores antes que otras personas y con mayor precisión. Más tarde comenzó a experimentar los síntomas típicos de la fantosmia y olía cosas que podía reconocer en ausencia de moléculas productoras de olor, Los olores reportados eran de perfumes, velas y frutas, sin embargo la mujer no pudo identificar con precisión qué tipo de perfume o fruta estaba oliendo. Sus episodios de fantosmia ocurrían abruptamente y duraban desde minutos hasta media hora. Un examen rinológico arrojó resultados normales. Cuando sus síntomas de fantosmia comenzaron a disiparse, comenzó a quejarse de torpeza, lentitud y problemas en la mano izquierda que alternaban entre temblores y rigidez. Un examen neurológico reveló síntomas de la enfermedad de Parkinson,

### Trastornos relacionados
- Anosmia
- Disosmia
- Hiperosmia
- Hiposmia
- Parosmia (o troposmia)

### Otros
- Proteína fijadora de olores
- Receptor de olores
- Célula mitral del bulbo olfatorio
- Neurona receptora olfativa
- Tubérculo olfativo